# Печ (Гросупље)
Печ (словен. Peč) мало насеље јужно од Полица у општини Гросупље централна Словенија покрајина Долењска. Општина припада регији Средишња Словенија.
Налази се на надморској висини 429,9 м, површине 2,23 км². Приликом пописа становништва 2002. године насеље је имало 80 становника.